# 聖米格爾區 (聖米格爾省)
7°00′02″S 78°51′05″W / 7.0006°S 78.8514°W
聖米格爾區（西班牙語：Distrito de San Miguel），是秘魯的一個區，位於該國北部卡哈馬卡大區的聖米格爾省，面積368.3平方公里，海拔高度2,620米，2005年人口15,871，人口密度每平方公里43人。